# Lachaussée-du-Bois-d’Écu
Lachaussée-du-Bois-d’Écu település Franciaországban, Oise megyében. Lakosainak száma 184 fő (2022. január 1.). Lachaussée-du-Bois-d’Écu Francastel, Froissy, Luchy, Maulers, Noirémont és Puits-la-Vallée községekkel határos.

## Népesség
A település népességének változása:
| Lakosok száma | 214  | 220  | 203  | 195  | 192  | 189  | 187  | 184  |
|               | 2013 | 2015 | 2017 | 2018 | 2019 | 2020 | 2021 | 2022 |